# 东北人都是活雷锋 (电视栏目剧)
《东北人都是活雷锋》，由哈尔滨电视台、哈尔滨人民广播电台、北京东方传奇国际传媒有限公司共同打造的电视栏目剧，于2007年5月21日起在哈尔滨电视台都市资讯频道首播，每周一至周五晚19:30播出，每期45分钟，分为《民生故事汇》、《快乐栏目组》、《百姓生活秀》三个版块。

## 主演简介
- 大冰（本名韩冰）——饰演栏目主持人大冰
- 林林（原名林铁生）——饰演各种人物
- 冯文砚——饰演美女编导燕子